# John de Lacy
John de Lacy (c. 1192 – 22 juillet 1240) est le 2e comte de Lincoln jure uxoris, de la 2e création du titre, et seigneur du Château de Pontefract. Il est l'un des 25 barons chargés de voir à la Magna Carta en 1215.
En 1232, le roi Henri III d'Angleterre transfère le titre de comte de Lincoln à Marguerite de Quincy et à son mari John de Lacy pour qu'eux puis leurs descendants le tiennent à vie. John ne tient donc le titre qu'en droit de sa femme (de jure uxoris). John meurt en 1240, et sa femme se remarie avec Walter le Maréchal, comte de Pembroke, puis trois ans plus tard, avec Richard de Wiltshire. Son fils Edmund de Lacy (en) est autorisé à succéder à son père en 1248, et avant 1255 reçoit le titre de comte de Lincoln.
Sa fille Mahaut de Lacy épouse Richard de Clare, 6e comte de Gloucester.